# Литература и революция
«Литература и революция» — книга, написанная Львом Троцким и впервые опубликованная в 1923 году. Является одним из основных произведений автора; работа раскрывает общеэстетические идеи знаменитого революционера, его взгляды на проблемы литературного и художественного процессов. В момент публикации книга была восторженно встречена советской элитой, но затем произведение оказалось под запретом (до 1991 года). Переведена на многие языки мира.

## Описание и история
Изначально Троцкий, находясь в отпуске, задумал переиздать свои старые статьи — датированные начиная с 1907 года — по вопросам литературы и искусства, а также дополнить их предисловием. Это предисловие разрослось в довольно объёмную книгу, опубликованную в 1923 году и посвящённую другу наркома Христиану Раковскому. Уже в 1924 году она вышла вторым, несколько дополненным изданием. После опалы и ссылки Троцкого книга оказалась в СССР под запретом — вместе с другими работами Льва Давидовича она «переместилась на уютные полки в шкафах спецхранов».

Лев Троцкий (слева) в 1925 году.

Несмотря на заглавие, в книге присутствуют главы как о живописи, архитектуре и театре, так и об искусстве в целом. Кроме того, Троцкий изложил в книге и свои взгляды на роль образования, воспитания, просвещения — и культуры в целом — на «формирование личности нового типа». При этом, в соответствии с традициями отечественной эстетики, отражающими значение литературы в русской художественной культуре, в основе рассуждений Троцкого лежит, в первую очередь, литературный материал. Книга Троцкого раскрывает взгляды наркома на проблемы как литературного, так и художественного процесса в целом. На её страницах Лев Давидович упоминает многих деятелей отечественной культуры начала XX века, с некоторыми из которых он был знаком лично: Сергея Есенина (получившего на страницах именно этой книги знаменитое определение «писателя-попутчика»), Василия Розанова, Николая Тихонова, Евгения Замятина, Дмитрия Мережковского, Михаила Кузмина и других. В частности, Леонида Андреева Троцкий называет наиболее громкой, если не наиболее художественной, фигурой межреволюционной эпохи; нарком одним из первых отмечает высокую одарённость Анны Ахматовой.
Один из разделов книги, посвящённый футуризму, сопровождается приложением об итальянском футуризме, написанном основателем и лидером Итальянской коммунистической партии, философом Антонио Грамши.

## Критика
Партийной элитой СССР «Литература и революция» была встречена восторженно: в частности, народный комиссар просвещения Анатолий Луначарский отозвался о ней как о «блестящей книге, блестящем вкладе в нашу [советскую] культуру». Книга также «удостоилась» письма с выражением поддержки от 36 «наиболее известных литераторов советской России», включая Бориса Пильняка, Сергея Есенина, Исаака Бабеля и Алексея Толстого: писатели и поэты особо отмечали ту борьбу, которую Троцкий вёл «за сохранение разнообразия литературных тенденций» в стране.

### Политик о поэзии
Юрий Борев в своём предисловии к изданию книги от 1991 года отмечал, что «Литература и революция» — включающая работы Троцкого, написанные между 1907 и 1923 годом, — является основным трудом наркома на тему эстетики. Собрание структурировано, но его части «не вполне притёрты друг к другу», эклектичны: книга не писалась как единое произведение. В сочинении Троцкого встречалось немало «шаблонов, продиктованных классовым фанатизмом», но Троцкий все же признавал и «общечеловеческие ценности в культуре». Нарком явился «едва ли не первым» историком литературы СССР.

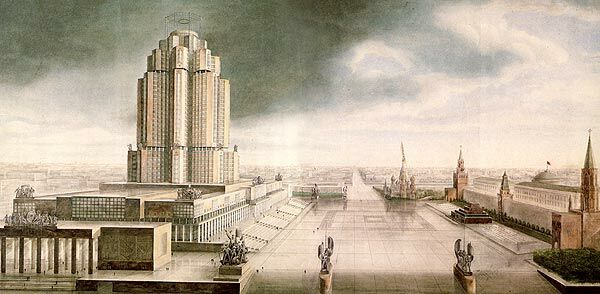
Проект здания Наркомата тяжелой промышленности СССР (1934)

По мнению Борева, Троцкий был одним из немногих партийных вождей, проявивших как эрудицию в художественной культуре, так и «известную эстетическую прозорливость и вкус» — хотя у знаменитого революционера «нет эстетического профессионализма» и «он не создавал [целостную] эстетическую систему». В книге Троцкий выступает «как тенденциозный политик».
Сравнивая эстетику Троцкого и Сталина, Ю. Борев отмечает их родственность «в примате вульгарно-социологического классового подхода к искусству»: разница состоит лишь в том, что Сталин более последовательно проводил в жизнь эти классовые принципы. «Троцкистский» тип эстетики «послужил образчиком для ждановско-сталинских представлений об искусстве». С этим суждением был согласен и историк Исаак Розенталь, считавший, что «в вульгарной идеологизации искусства… Троцкий — предшественник, а может быть, и учитель Сталина, Жданова и Хрущёва»; и это при том, что, в отличие от поздних советских лидеров, Лев Давыдович был всё же «способен почувствовать поэзию — по крайней мере Есенина и Ахматовой». Существенным же отличием в понимании эстетики между Сталиным и Троцким является отношение к роли традиции: «сталинское искусство» более тяготеет к традиционности — иначе говоря, в «Литературе и революции» Троцкий создал образ революционного изменения всей общественной жизни, не имеющий аналогов в сталинизме.
Профессор Алан Вальд, говоря о периоде между 1923 и 1927 годами как о времени наибольшей активности Троцкого в анализе культуры,
выделял «Литературу и революцию» и «Вопросы быта» в качестве наиболее значимых работ наркома по данному вопросу. По мнению Вальда в данных книгах Троцкий пытался дать общее теоретическое соотношение между культурным наследием «буржуазного общества» и теми культурно-политическими задачами, которые были характерны для эпохи перехода к социализму.

### О культуре и роли критики
В книге о «предназначении литературы» Троцкий, совпадая в этом с В. И. Лениным, критикует Пролеткульт за стремление последнего идти по разрушительному пути отвержения культуры прошлого и насаждения «искусственной и беспомощной новой классово-полноценной культуры» — Лев Давыдович выступал против коммунистического чванства («пролетчванства») в художественной области. Другая общая платформа двух организаторов Октябрьской революции состоит в «мысли о недопустимости самотека в литературном процессе». Биограф Троцкого, генерал Дмитрий Волкогонов отмечал желание наркома «соединить диктатуру пролетариата с культурой, взяв её в союзники новому строю». Кроме того, в своей работе Троцкий делал прогноз социального и художественного развития человечества (в духе теории перманентной революции): он обещает Европе и Америке десятилетия борьбы, что прямо будет отражено и в искусстве. В согласии со своими диалектическими представлениями, нарком также полагал, что постепенный рост доступности культуры (её количественной составляющей) приведёт к качественному изменению самой культуры.

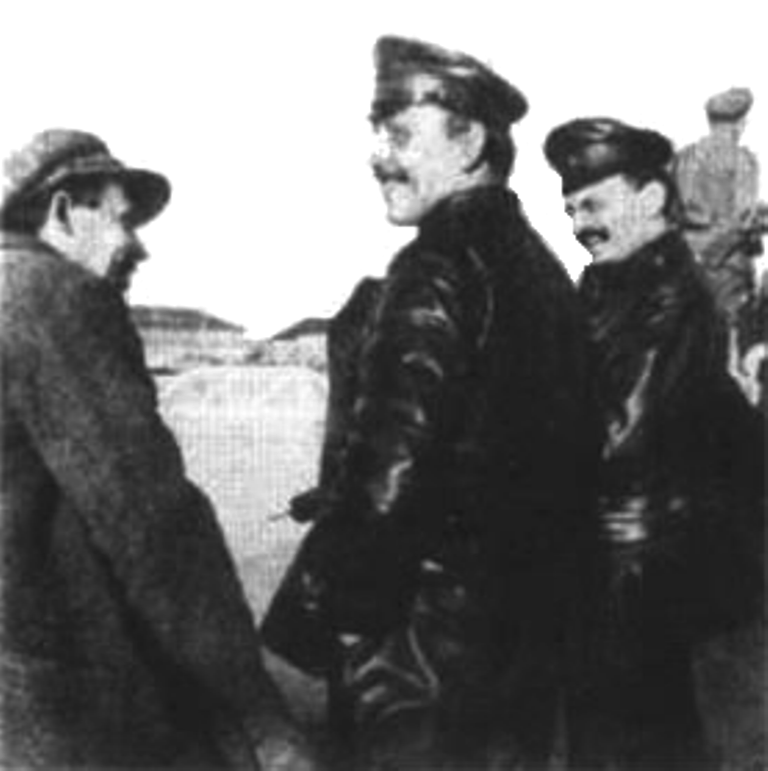
Троцкий (справа) и поэт Демьян Бедный (в центре) под Казанью, 1918 год

Авторы биографии Троцкого Юрий Фельштинский и Георгий Чернявский отмечали, что нарком «не вполне одобрительно» относился к футуризму (этому «богемно-революционному ответвлению буржуазного искусства») — но не в силу стремления к унификации, а по своим личным художественным вкусам и предпочтениям. Несколько иначе в 1991 году объяснял критику Троцким футуристов его биограф Ян Тэтчер: обсуждая философские взгляды наркома, Тэтчер делал вывод, что футуристы, согласно Троцкому, демонстрировали недостаточно глубокое понимание «диалектики отрицания» и соотношения индивидуального с коллективным в искусстве, когда стремились попросту «выбросить за борт» «старую» литературу. В то же время историк Юрий Емельянов утверждал, что «любая попытка признать ценность русской культуры вызывала у [Троцкого] агрессивные нападки» — Лев Давидович осуждал, например, «консервативные вкусы» Ленина в искусстве, в те моменты, когда Владимир Ильич подчеркивал высокое значение лучших произведений русской классики.
Особое место в литературном процессе нарком отводил художественной критике: её важнейшую задачу он видел в «разложении индивидуальности» создателя и «наведении мостов» между автором и зрителем. В области литературоведческой методологии «мысль Троцкого вращалась» между формализмом и «вульгарным социологизмом», отдавая предпочтение последнему — при том, что Лев Давидович «выступал как хлесткий полемист», склонный к аргументам «не из вежливых» и характеристикам весьма жёстким (порой откровенно грубым). При этом сам нарком отмечал в книге, что в своё время в Российской империи «литературная критика заменяла политику и подготовляла её».
Большинство критических работ [Троцкого] отличает такая яркая полемичность, что невольно создается впечатление, не ищет ли автор специально повода, с кем бы схватиться, скрестить перья.

## Влияние
Американский историк литературы Виктор Эрлих в 1970-е годы утверждал, что «полномасштабное марксистско-ленинское наступление на формалистов» в СССР началось после критических суждений Троцкого, высказанных в «Литературе и революции».

## Переводы
Книга переведена на множество языков и издана практически по всему миру. Уже в 1924—1925 годах вышли переводы на испанском, английском и немецком; в 1930 году книга была издана в Китае.